# Fagor Electrodomésticos
La Fagor Electrodomésticos S. Coop. è una multinazionale spagnola produttrice di elettrodomestici e utensili da cucina, che ha sede a Mondragón nei Paesi Baschi.

## Storia
Fin dalla sua costituzione avvenuta nel 1956 su iniziativa del sacerdote José María Arizmendiarrieta, fa parte del Gruppo Cooperativo Mondragón, la più grande associazione cooperativa a livello internazionale. Nasce con la denominazione Ulgor S.Coop, e inizia le sue attività con la produzione di forni e stufe a petrolio. L'impresa cresce nel corso degli anni sessanta ampliando la sua produzione, e la vede collaborare con le maggiori imprese straniere del settore, in particolare italiane e tedesche.
Nel 1989 assume l'attuale denominazione, e negli anni novanta acquisisce diverse società spagnole e straniere, espandendosi così a livello internazionale.
Il Gruppo basco è oggi il quinto produttore europeo di elettrodomestici, nel 2010 ha realizzato un fatturato di 1,3 miliardi di euro, annualmente produce quasi 5 milioni di pezzi tra grandi e piccoli elettrodomestici e utensili da cucina, in 16 stabilimenti che possiede in sei paesi (Spagna, Francia, Italia, Polonia, Marocco e Cina), ed impiega circa 11.000 dipendenti.
È leader di mercato in Spagna e Francia, con quote rispettivamente del 20% e 14%, e secondo in Polonia con l'8% e conta 17 filiali commerciali in più di 100 paesi.

### Fagor in Italia
In Italia la Fagor è stata presente dagli anni 2000, in particolare dopo che nel 2005 aveva acquisiti i marchi OCEAN, SAMET e SANGIORGIO. Dapprima nota come Fagor Brandt S.p.A., dal 2010 la sua filiale commerciale è stata la De Dietrich Elettrodomestici S.p.A., che aveva sede a Verolanuova, in provincia di Brescia.

## Marchi
- Aspes
- Brandt
- De Dietrich
- Edesa
- Fagor
- Mastercook
- Sauter
- Vedette